# Leonid Gulov
Leonid Gulov est un rameur estonien né le 29 septembre 1981 à Narva (RSS d'Estonie).

## Biographie
Leonid Gulov participe à l'épreuve de deux de couple aux Jeux olympiques d'été de 2004 à Athènes, associé à Tõnu Endrekson. Ils se classent à la quatrième place.

## Palmarès

### Jeux olympiques d'été
- Aviron aux Jeux olympiques de 2004 à Athènes, Grèce
  - 4e en deux de couple

### Championnats du monde d'aviron
- Championnats du monde d'aviron 2005 à Kaizu, préfecture de Gifu, Japon
  -  Médaille de bronze en quatre de couple